# Tafelservice berühmter Frauen

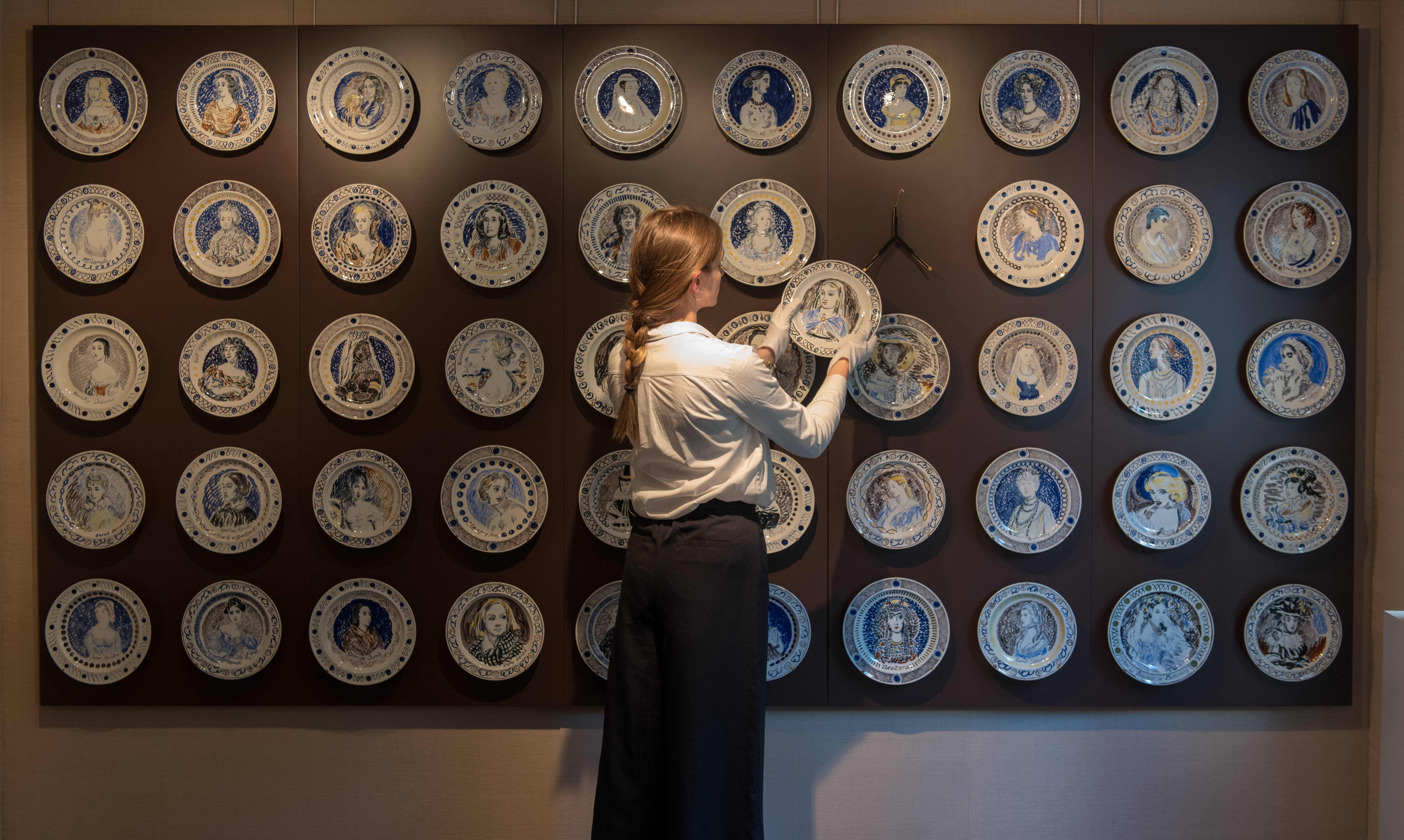
Das Tafelservice berühmter Frauen von Vanessa Bell und Duncan Grant, 2018

Das Tafelservice berühmter Frauen (Famous Women Dinner Service) besteht aus einem Set von 50 Speisetellern, die von den Künstlern Vanessa Bell und Duncan Grant geschaffen wurden. Das Werk stellt jeweils zwölf namhafte Schriftstellerinnen, bedeutende Tänzerinnen, einflussreiche Königinnen und bekannte als „Schönheiten“ geltende Frauen dar. Zwei weitere Teller stellen Vanessa Bell und Duncan Grant selbst dar, die beide zur Bloomsbury Group gehörten, einer Gruppe von englischen Künstlern, Intellektuellen und Wissenschaftlern vor dem Ersten Weltkrieg.
Das Tafelservice wurde 1932 vom Kunsthistoriker und Museumsdirektor Kenneth Clark in Auftrag gegeben und zwischen 1932 und 1934 verwirklicht.

## Geschichte
Clark kam die Idee für das Service bei einem Abendessen mit dem Kunsthändler Joseph Duveen in New York, als sie von einem pompösen blau-goldenen Sèvres-Service, das einst für Katharina die Große gefertigt worden war, speisten.
Jane Clark und ihr Mann Kenneth Clark beauftragten das Künstlerpaar Vanessa Bell und Duncan Grant mit der Gestaltung eines individuellen Tafelservices, ohne Vorgaben zur Ausgestaltung zu machen. Sie gaben die Dekoration von 36 großen Tellern, zwölf kleineren Tellern, 36 Beilagentellern, zwölf Suppentassen und -untertassen, einer Salatschüssel, zwei Dessertschalen, sechs ovalen Tellern in verschiedenen Größen, zwei Saucieren und -ständern, vier Pfeffertöpfen, vier Salztöpfen, vier Senftöpfen, zwei Soßenterrinen und -ständern sowie drei Kannen in Auftrag.
Bell und Grant reisten als Gäste von Josiah Wedgwood nach Stoke-on-Trent, wo sie in der Etruria-Porzellanfabrik für ihr Werk eine geeignete Tellerform und eine Glasur auswählten, deren kühles Weiß sie an Delfter Porzellan erinnerte. Im Charleston Farmhouse, ihrem Wohnhaus mit Atelier in East Sussex, bemalten Grant und Bell zwischen 1932 und 1934 statt der bestellten Serviceteile 50 Wedgwood-Porzellanteller nach ihren Vorstellungen mit von ihnen ausgewählten bekannten Frauenfiguren, deren Lebensgeschichte sie recherchiert hatten, nach soweit vorhandenen Fotografien und Porträts. Im Oktober 1931 schrieb Vanessa Bell in einem Brief, dass das Projekt „den Feministinnen gefallen sollte“. Jane Clark war in das Projekt eng involviert und stand über den gesamten Zeitraum hinweg im brieflichen und persönlichen Austausch mit Bell.
Nach der Fertigstellung blieb das Service im Besitz der Familie Clark und wurde gelegentlich auf Dinnerpartys verwendet. Nach Kenneth Clarks Tod 1983 brachte seine zweite Frau Nolwen de Janzé-Rice es in ihr Haus in Frankreich. Nach ihrem Tod wurde das Service in Deutschland versteigert und gelangte erst durch den Kauf eines Privatsammlers wieder nach England. Anfang 2018 wurde es erstmals in der Piano Nobile Gallery in London öffentlich ausgestellt.
Seit dem Frühjahr 2018 befindet sich das Service in der ständigen Ausstellung im Charleston Farmhouse, seinem Entstehungsort. Das Tafelservice wurde mit Hilfe von Zuschüssen des National Heritage Memorial Fund, der Organisation Art Fund und privaten Spenden erworben. Neben dem kompletten Tellersatz beinhaltet diese Ausstellung auch vier Test-Teller und Entwürfe aus der Entstehungszeit des Services.
Zum achtzigjährigen Jubiläum wurden die Künstlerteller darüber hinaus in einer Ausstellung in Milton Keynes präsentiert.

## Werk
Die Teller tragen im Spiegel ein Porträtbild einer berühmten Frau, neben dem ihr Name genannt wird. Bell und Grant sind jeweils für die Hälfte der Porträts verantwortlich, außerdem porträtierten sie sich gegenseitig, so dass das Service aus insgesamt 50 Tellern besteht. Die Fahne jedes Tellers ist mit einem kräftig gemusterten Dekor in Schwarz und Blau bemalt, wobei die Muster variieren. Die Teller sind vollständig erhalten und in einem guten Zustand.
Dargestellt sind hauptsächlich historische, biblische oder mythologische Frauengestalten. Neben Bell und Grant selbst finden sich zur Entstehungszeit des Services mit Bells Schwester Virginia Woolf sowie Maria von Teck, Marian Bergeron, Mrs. Patrick Campbell und Greta Garbo aber auch fünf im Jahr 1932 lebende Frauen in der Auswahl.

### Autorinnen
- 1. Jane Austen (1775–1817), britische Schriftstellerin
- 2. Elizabeth Barrett Browning (1806–1861), englische Dichterin und ihr Hund Flush
- 3. Charlotte Brontë (1816–1855), britische Schriftstellerin
- 4. George Eliot (1819–1880), britische Schriftstellerin
- 5. Fanny Kemble (1809–1893), englische Schauspielerin und Schriftstellerin
- 6. Murasaki Shikibu (um 973–1014 oder 1025), japanische Schriftstellerin
- 7. Dorothy Osborne (1627–1695), britische Schriftstellerin
- 8. Christina Rossetti (1830–1894), britische Dichterin
- 9. George Sand (1804–1876), französische Schriftstellerin
- 10. Sappho (um 630–um 570 v. Chr.), griechische Dichterin der Antike
- 11. Germaine de Staël (1766–1817), Genfer und französische Schriftstellerin
- 12. Virginia Woolf (1882–1941), britische Schriftstellerin und Vanessa Bells Schwester

### Königinnen
- 13. Katharina die Große (1729–1796), Kaiserin von Russland
- 14. Christina (1626–1689), Königin von Schweden
- 15. Kleopatra (70/69–30 v. Chr.), letzte Pharaonin des ägyptischen Ptolemäerreiches
- 16. Elisabeth I. (1533–1603), Königin von England
- 17. Eugénie de Montijo (1826–1920), Kaiserin von Frankreich
- 18. Isebel († um 843 v. Chr.), biblische Gestalt
- 19. Marie-Antoinette (1755–1793), Erzherzogin von Österreich, Königin von Frankreich und Navarra
- 20. Maria Stuart (1542–1587), Königin von Schottland
- 21. Queen Mary (1867–1953), deutsch-britische Hochadlige
- 22. Königin von Saba (um 1000 v. Chr.), sagenhafte biblische Gestalt
- 23. Theodora I. (um 500–548), Ehefrau des byzantinischen Kaisers Justinian I.
- 24. Königin Victoria (1819–1901), Königin von Großbritannien und Irland (1837–1901), Kaiserin von Indien (1876–1901)

### Schönheiten
- 25. Beatrice Portinari (um 1265–1290), Modell Dante Alighieris
- 26. Marian Bergeron (1918–2002), Miss Amerika 1933
- 27. Sarah Churchill (1660–1744), Vertraute von Königin Anne
- 28. Pauline von Metternich (1836–1921), österreichische Salonière
- 29. Lola Montez (1821–1861), irische Hochstaplerin und Tänzerin
- 30. Pocahontas (um 1596–1617), indigene Amerikanerin
- 31. Rachel (Bibel), Gestalt des Alten Testaments
- 32. Julie Récamier (1777–1849), französische Salonière
- 33. Elizabeth Siddal (1829–1862), englische Malerin
- 34. Agnès Sorel (1422–1450), französische Mätresse des Königs Karl VII. von Frankreich
- 35. Helena von Troia, Tochter des Zeus und der Leda in der griechischen Mythologie
- 36. Simonetta Vespucci (1453–1476), italienische Adelige

### Tänzerinnen und Schauspielerinnen
- 37. Sarah Bernhardt (1844–1923), französische Schauspielerin
- 38. Marie-Anne de Cupis de Camargo (1710–1770), französische Tänzerin La Camargo
- 39. Mrs. Patrick Campbell (1865–1940), britische Theaterschauspielerin
- 40. Eleonora Duse (1858–1924), italienische Schauspielerin
- 41. Greta Garbo (1905–1990), schwedische Filmschauspielerin
- 42. Nell Gwyn (1650–1687), englische Schauspielerin
- 43. Dorothea Jordan (1762–1816), irische Schauspielerin
- 44. Lillie Langtry (1853–1929), britische Schauspielerin
- 45. Anna Pavlova (1881–1931), russische Meistertänzerin des klassischen Balletts
- 46. Sarah Siddons (1755–1831), britische Schauspielerin
- 47. Marie Taglioni (1804–1884), italienische Tänzerin
- 48. Ellen Terry (1847–1928), britische Bühnenschauspielerin

### Künstlerporträts
- 49. Vanessa Bell (1879–1961), britische Malerin und Innenarchitektin
- 50. Duncan Grant (1885–1978), schottischer Maler, einziger Mann im Tafelservice berühmter Frauen[9]

## Rezeption
Das Tafelservice berühmter Frauen ist im Charleston Farmhouse ausgestellt.

“As usual with commissions it turned out differently to what we had expected. Instead of a gay cascade of decorative art like the best Savona, Duncan and Vanessa conscientiously produced forty-eight plates each of which contained the portrait of a famous woman (Bloomsbury asserting its status as a matriarchy). These are in effect forty-eight unique paintings by Duncan and Vanessa, for which they made innumerable studies, and which will give posterity a good idea of their style in the ’30s.”

„Wie bei Aufträgen üblich kam es anders, als wir erwartet hatten. Statt eines fröhlichen Ensembles dekorativer Kunst im besten Savona-Stil schufen Duncan und Vanessa achtundvierzig Teller, mit ernsthaften Porträts berühmter Frauen (Auf diese Weise betonte Bloomsbury sein matriarchales Umfeld). Dabei handelt es sich um achtundvierzig einzigartige Gemälde von Duncan und Vanessa, für die sie unzählige Studien angefertigt haben, die der Nachwelt einen guten Eindruck von ihrem Stil in den 1930er Jahren vermitteln.“

Nach der Wiederentdeckung um 2017 des bis dahin weitgehend in Privatbesitz befindlichen und der Öffentlichkeit nicht zugänglichen Werks erfuhr es ab 2018 eine breite Rezeption.
Der Direktor der Londoner Piano Nobile Gallery Matthew Travers bezeichnete das Service als „bedeutendes protofeministisches Werk“. Alle dargestellten Frauen würden sich durch ihre Lebensweise und Handlungen auszeichnen „in der Art und Weise, wie sie ihr Privatleben führten, und passten sich oft nicht den Patriarchaten an, in denen sie lebten.“ Zudem betonte er Grants und Bells Auswahl der Frauen „über den Tellerrand des Westens hinaus“, dass sie „für die damalige Zeit sehr vorausschauend“ auch afrikanische Frauen, Angehörige der indigenen Völker Amerikas und Japanerinnen aufnahmen.
Das Tafelservice berühmter Frauen wurde als „kühne, feministische Aussage“ bezeichnet, die Bell und Grants „wegweisende Rolle in der feministischen Kunstgeschichte“ unterstreiche, und Jason Daley, Autor beim Smithsonian Magazine, zog Parallelen zwischen Judy Chicagos feministischem Werk The Dinner Party von 1979 und dem Tafelservice berühmter Frauen. The Dinner Party erinnert an das Tafelservice berühmter Frauen von 1932–1934, sowohl im Thema als auch in der Technik. Es gibt auch Übereinstimmungen in der Auswahl der Persönlichkeiten. Sappho, Virginia Woolf, Elizabeth I und Theodora kommen in beiden Werken vor. Das Tafelservice berühmter Frauen ist jedoch rund 45 Jahre älter als The Dinner Party und Judy Chicago schuf ihr Werk, ohne von dem Service zu wissen. In ihrem Buch Die Dinge. Eine Geschichte der Frauen in 100 Objekten beschäftigt sich die Journalistin Annabelle Hirsch mit dem Service vor dem Hintergrund der Lebensumstände von Frauen in ihrem gesellschaftlichen und geschichtlichen Kontext.
Im Guardian schrieb der Kunstkritiker Jonathan Jones, dass es vielen Künstlern der Bloomsbury-Group an Substanz gemangelt habe, so auch Bell und Grant, deren Gemälde „seltsam entspannte und substanzlose Imitationen der Werke großer Künstler“ (wie Cezanne und Picasso) seien. „Wir sollen es als verlorenes Meisterwerk und kühnes feministisches Manifest feiern, für mich sieht es aber nur nach einem kleinen Spaß, zur Unterhaltung ihres Mäzens Kenneth Clark aus.“ Die Auswahlkriterien für die berühmten Frauen seien so inkonsistent, dass es einer Parodie auf die Sammlungen berühmter Männerporträts, die in Herrenhäusern zu finden sind, gleichkomme. Außerdem kritisiert er den seiner Ansicht nach schlampigen Stil der Porträts.

### Kunsthistorische Einordnung
Die Kunsthistorikerin Hana Leaper beschrieb das Tafelservice berühmter Frauen als „eines der herausragendsten Werke eines damals entstehenden feministischen Kunstfeldes“ und dass „die Wiederentdeckung des Tafelservices für berühmte Frauen dessen wichtigen Platz in einer feministischen Kunsttradition verdeutlicht“. Oft seien es kunsthandwerkliche Arbeiten, welche auf die verschüttete Geschichte der Ungleichheit und die mangelnde Repräsentation von Frauen und Minderheiten aufmerksam machen. Zu den jüngeren Beispielen gehört Lubaina Himids Werk Swallow Hard: The Lancaster Dinner Service aus dem Jahr 2007, in dem anhand von Tafelgeschirr die Beteiligung am Sklavenhandel untersucht wird. Leaper setzt das Tafelservice berühmter Frauen in Zusammenhang mit dem Ende 1930 entstandenen Manifest der futuristischen Küche von Filippo Tommaso Marinetti. Auch die Bloomsbury-Gruppe sah den Esstisch als Schauplatz radikaler Gastfreundschaft, und ihre Tischkultur war ein Tor zur politischen, sozialen und spirituellen Reform einer Nation. Ihre unkonventionelle Neuinterpretation von Wohnräumen verwandelte die streng viktorianischen Häuser und Tische, mit denen sie aufgewachsen waren, in kreative, intellektuelle Räume voller Farbe und Humor, in denen gesellschaftliche Normen täglich dekonstruiert wurden.